# Лейкв'ю (Орегон)
Лейкв'ю (англ. Lakeview) — місто (англ. city) в США, в окрузі Лейк штату Орегон. Населення — 2418 осіб (2020).

## Географія
Лейкв'ю розташований за координатами 42°11′29″ пн. ш. 120°21′9″ зх. д. / 42.19139° пн. ш. 120.35250° зх. д. (42.191438, -120.352536).  За даними Бюро перепису населення США в 2010 році місто мало площу 6,07 км², з яких 6,04 км² — суходіл та 0,03 км² — водойми.

### Клімат
| Клімат : Лейкв'ю        | Клімат : Лейкв'ю | Клімат : Лейкв'ю | Клімат : Лейкв'ю | Клімат : Лейкв'ю | Клімат : Лейкв'ю | Клімат : Лейкв'ю | Клімат : Лейкв'ю | Клімат : Лейкв'ю | Клімат : Лейкв'ю | Клімат : Лейкв'ю | Клімат : Лейкв'ю | Клімат : Лейкв'ю | Клімат : Лейкв'ю |
| Показник                | Січ.             | Лют.             | Бер.             | Квіт.            | Трав.            | Черв.            | Лип.             | Серп.            | Вер.             | Жовт.            | Лист.            | Груд.            | Рік              |
| Абсолютний максимум, °C | 18,9             | 20,6             | 26,1             | 30,6             | 35,6             | 38,3             | 41,1             | 42,2             | 37,2             | 31,7             | 26,1             | 19,4             | 42,2             |
| Середній максимум, °C   | 3,2              | 5,6              | 8,8              | 13,2             | 18,1             | 23,3             | 28,8             | 28,4             | 23,9             | 17,1             | 7,8              | 3,7              | 15,2             |
| Середній мінімум, °C    | −6,3             | −4,4             | −2,3             | −0,2             | 3,1              | 6,7              | 10,2             | 9,1              | 5,4              | 0,6              | −3,3             | −6,3             | 1,0              |
| Абсолютний мінімум, °C  | −31,1            | −30              | −20              | −16,7            | −8,3             | −6,7             | −1,1             | −3,3             | −11,1            | −17,8            | −21,7            | −32,8            | −32,8            |
| Норма опадів, мм        | 48               | 43               | 43               | 33               | 37               | 25               | 12               | 11               | 20               | 26               | 47               | 48               | 393              |
| Днів з опадами          | 11,6             | 10,7             | 11,7             | 9,5              | 8,3              | 5,8              | 3,1              | 2,6              | 4,0              | 6,0              | 10,4             | 11,1             | 94,8             |
| Днів зі снігом          | 5,1              | 4,9              | 3,1              | 2,0              | 0,9              | 0,1              | 0,0              | 0,0              | 0,1              | 0,6              | 3,3              | 5,1              | 25,2             |
| ----------------------- | ---------------- | ---------------- | ---------------- | ---------------- | ---------------- | ---------------- | ---------------- | ---------------- | ---------------- | ---------------- | ---------------- | ---------------- | ---------------- |
| Джерело: NOAA           |                  |                  |                  |                  |                  |                  |                  |                  |                  |                  |                  |                  |                  |

## Демографія
Згідно з переписом 2010 року, у місті мешкали 2294 особи в 1034 домогосподарствах у складі 632 родин. Густота населення становила 378 осіб/км².  Було 1212 помешкання (200/км²).
Расовий склад населення:
| - 91,3 % — білих - 1,6 % — корінних американців - 0,8 % — азіатів - 0,1 % — вихідців з тихоокеанських островів - 2,9 % — осіб інших рас |

До двох чи більше рас належало 3,4 %. Частка іспаномовних становила 7,8 % від усіх жителів.
За віковим діапазоном населення розподілялося таким чином: 21,8 % — особи молодші 18 років, 58,0 % — особи у віці 18—64 років, 20,2 % — особи у віці 65 років та старші. Медіана віку мешканця становила 43,9 року. На 100 осіб жіночої статі у місті припадало 97,2 чоловіків;  на 100 жінок у віці від 18 років та старших — 94,6 чоловіків також старших 18 років.
Середній дохід на одне домашнє господарство  становив 45 777 доларів США (медіана — 35 672), а середній дохід на одну сім'ю — 57 789 доларів (медіана — 45 804). Медіана доходів становила 45 038 доларів для чоловіків та 29 861 долар для жінок. За межею бідності перебувало 22,0 % осіб, у тому числі 30,2 % дітей у віці до 18 років та 13,1 % осіб у віці 65 років та старших.
Цивільне працевлаштоване населення становило 1034 особи. Основні галузі зайнятості: публічна адміністрація — 16,9 %, роздрібна торгівля — 14,4 %, освіта, охорона здоров'я та соціальна допомога — 14,2 %.